# ブルーリボン運動 (反検閲運動)
ブルーリボン運動（ブルーリボンうんどう）とは、アメリカ合衆国発祥のインターネット上における言論の自由を守るための反検閲運動である。ブルーリボンキャンペーン。

## 概要

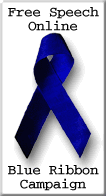
ブルーリボン運動のキャンペーンバナー

アメリカ合衆国で1996年2月、改正電気通信法のうち「通信品位法」と言われる第5条が成立した事から、電子フロンティア財団によって、直前の1995年から言論の自由を守るための運動が展開された。青は「言論の自由の死」に対する弔意を表す色。
自身のウェブサイトを持つ人達は、法案成立の日、ブラックアウトの上にブルーリボン画像を貼ったトップページで抗議の意を表した。マイクロソフト、Apple Computerも反対を表明した。
「通信品位法」は、1997年6月にレノ対アメリカ自由人権協会事件で、アメリカ合衆国憲法（修正第1条―言論の自由の保障）違反で、成立差し止めの判決が出て法令上無効となっている。その後も、言論の自由を守る運動の象徴として、ブルーリボンは世界的に使われている。

## 言論の自由の権利保護の訴え
電子フロンティア財団は以下の権利の保護を訴えている。
- 匿名でブログを作成する権利の保護。
- ソースの機密を保つ権利の保護。
- 知的財産権の公正な使用をする権利の保護
- 読者のコメントを許す権利の保護。但しこれは、荒らしの存在を容認するものではない。
- サーバを政府の没収から守る権利の保護
- 選挙について自由にブログを作成する権利の保護。
- あなたの仕事場についてのブログの権利の保護。
- メディアとしてアクセスを受ける権利の保護。